# Punishment Park
Pour l’article homonyme, voir Punishment Park (chanson).
Pour plus de détails, voir Fiche technique et Distribution.
Punishment Park est un film américain de Peter Watkins sorti en 1971.

## Synopsis
La guerre du Viêt Nam s'enlise. Face à la contestation accrue du mouvement pacifiste, le président Richard Nixon décrète l'état d'urgence. Militants des droits civiques, féministes, objecteurs de conscience, communistes, anarchistes sont arrêtés et conduits devant un tribunal exceptionnel populaire. Au terme d'une procédure accusatoire sommaire, ils sont condamnés à de lourdes peines pour atteinte à la sûreté de l'État. Cependant, ils ont le choix d'échanger leur peine contre un séjour à Punishment Park, un parc d'entraînement pour les policiers anti-émeutes et les militaires américains. Là, ils devront traverser le désert en trois jours, sans eau ni nourriture, sur 85 km pour atteindre un drapeau américain, poursuivis par un escadron de policiers armés.
Une équipe européenne de documentaristes suit deux groupes de militants, l'un, durant le procès, l'autre, purgeant sa peine à Punishment Park.

## Analyse
Le scénario procède d'une uchronie. Il développe les conséquences possibles d'une déclaration d'état d'urgence par le président des États-Unis pendant la guerre du Viêt Nam qui n'a, dans la réalité, jamais été décrétée. Bien que projeté lors du festival de Cannes en 1971 et apprécié par la critique européenne[réf. nécessaire], cette œuvre de Peter Watkins n'a connu qu'un succès d'estime[réf. nécessaire].
Le film ressort en France le 4 juillet 2007, distribué par Shellac dans le réseau des cinémas d'art et d'essai.

## Fiche technique
- Titre : Punishment park
- Réalisation : Peter Watkins
- Scénario : Peter Watkins avec les acteurs
- Production : Susan Martin
- Photographie : Joan Churchill
- Son : Mike Moore
- Mixage audio: Hiroki Yamoto et Wayne Nakatsu
- Musique : Paul Motian
- Direction artistique : David Hancock
- Montage : Terry Hodel et Peter Watkins
- Pays d'origine : États-Unis
- Genre : Drame
- Format : couleurs
- Durée : 88 minutes
- Date de sortie : 1971

## Distribution
- Patrick Boland : accusé
- Kent Foreman : accusé
- Carmen Argenziano : Jay Kaufman
- Luke Johnson : accusé
- Katherine Quittner : Nancy Smith
- Scott Turner : accusé
- Stan Armstead : Charles Robbins
- Mary Ellen Kleinhall : Allison Mitchner
- Mark Keats : Président du tribunal Hoeger
- Gladys Golden : Mrs. Mary Jurgens
- Sanford Golden : Sen. Harris
- George Gregory : Mr. Keagan
- Norman Sinclair : membre du tribunal
- Sigmund Rich : Prof. Charles Hazlett
- Paul Rosenstein : membre du tribunal

## Édition
Le film est disponible en DVD, édité en 2002 par Doriane Films en version originale avec sous-titres français et allemand et incluant deux courts métrages de Peter Walkins, The Forgotten Faces et The Diary of an Unknown Soldier.